# Lnica polna
Lnica polna (Linaria arvensis (L.) Desf.) – gatunek rośliny z rodziny babkowatych.

## Występowanie
Występuje w południowej i środkowej Europie oraz północnej Afryce. W Polsce w zachodniej części, antropofit.

## Morfologia
PokrójRoślina jednoroczna o wysokości od 10 do 20 cm, wyjątkowo do 40 cm.
ŁodygaWzniesiona, koloru niebieskozielonego.
LiścieLancetowate, równowąskie o długości do 4 cm, skrętoległe wszystkie albo tylko górne, a dolne ustawione w okółkach.
KwiatyNiebieskoliliowe o długości 4–8 mm, z silnie zakrzywiona do przodu ostrogą. Szypułki kwiatowe gruczołkowato owłosione.

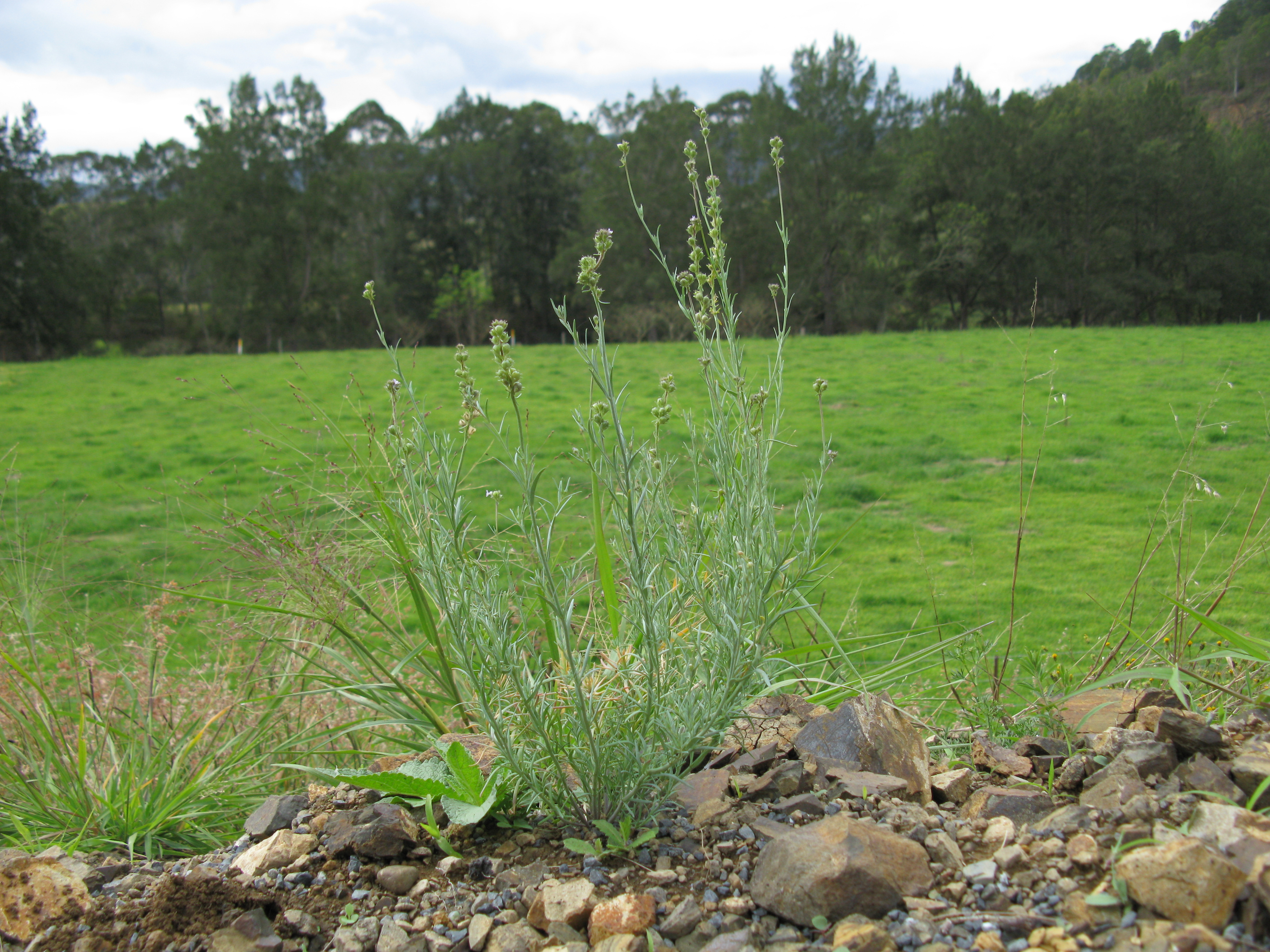
Pokrój
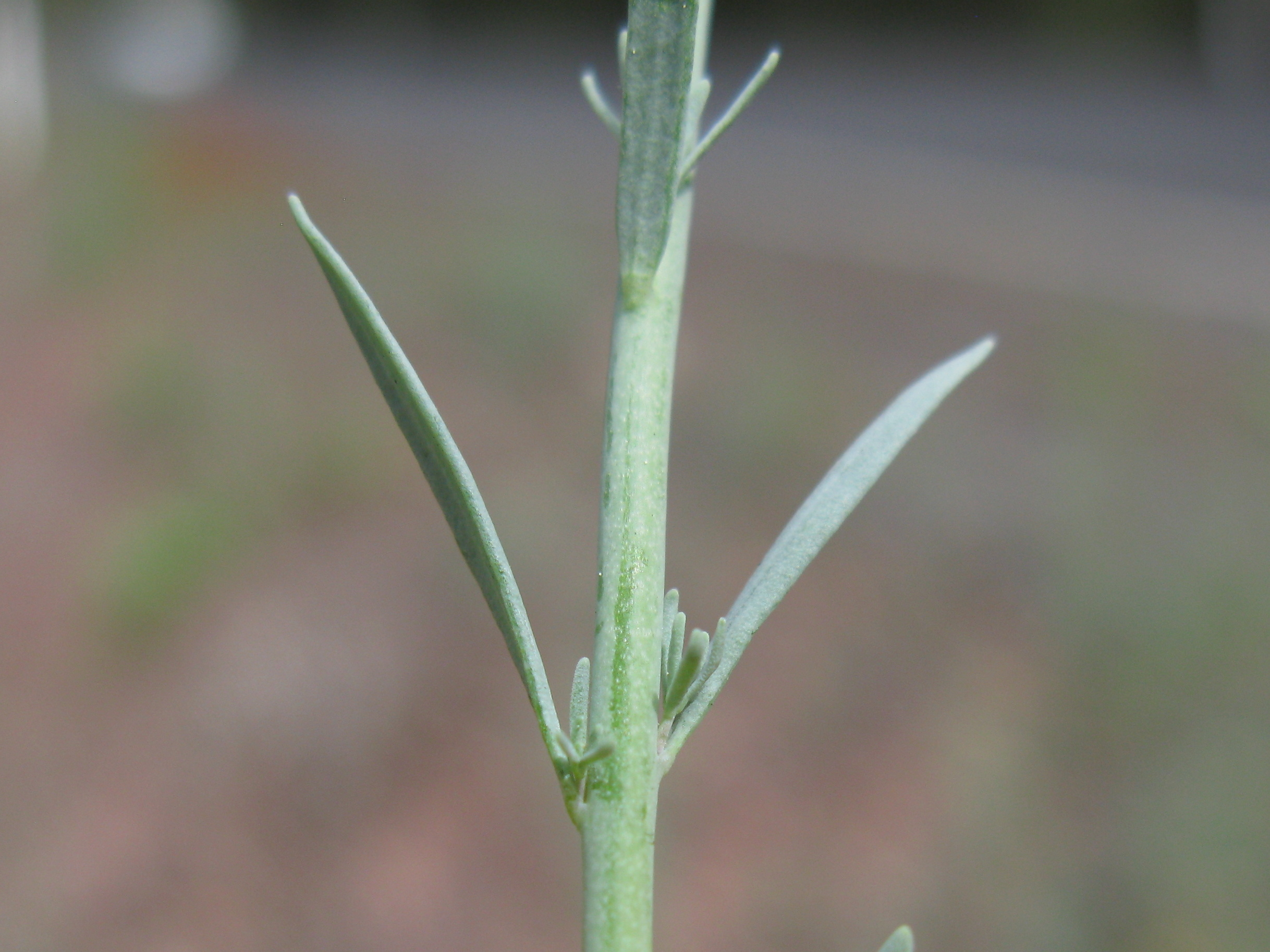
Liście
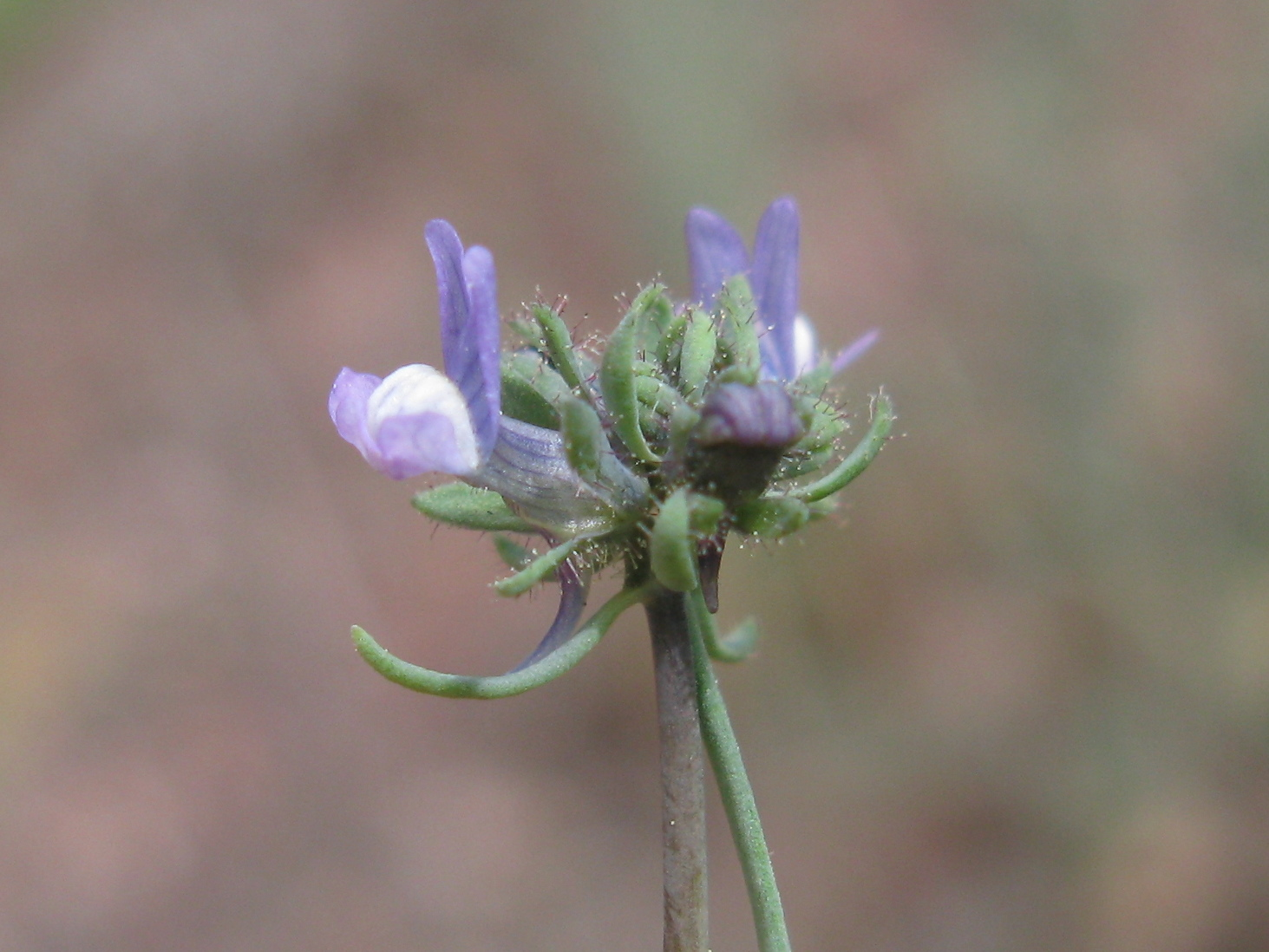
Kwiaty
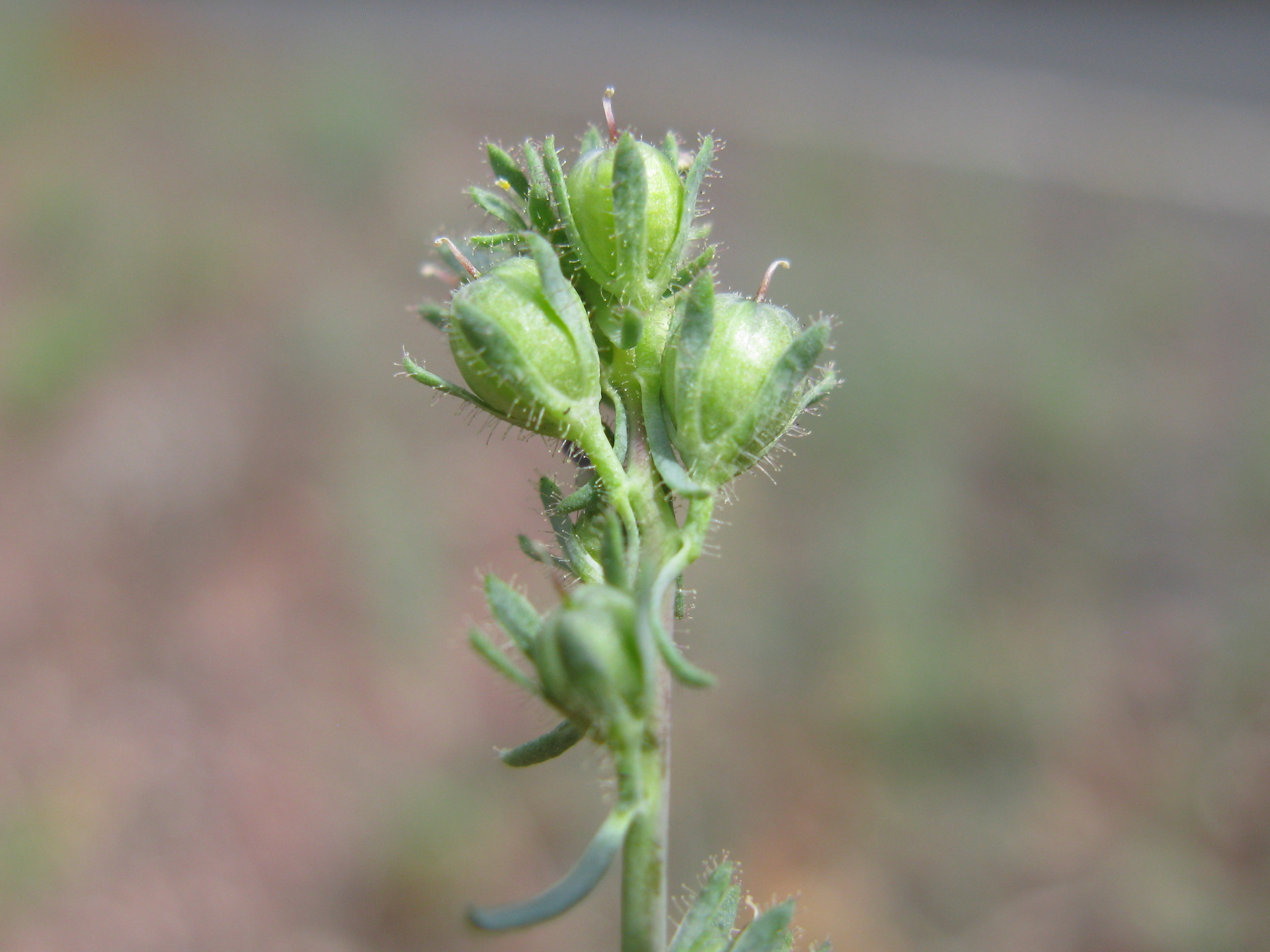
Owoce

## Biologia i ekologia
Roślina jednoroczna. W Polsce kwitnie od lipca do września. Rośnie na polach, na glebach piaszczystych. 

## Zagrożenia i ochrona
Roślina umieszczona na polskiej czerwonej liście w kategorii EN (zagrożony).